# Plecturocebus baptista
Plecturocebus baptista is een zoogdier uit de familie van de sakiachtigen (Pitheciidae). De wetenschappelijke naam van de soort werd voor het eerst geldig gepubliceerd door Einar Lönnberg in 1939.

## Voorkomen
De soort komt voor in Noord-Brazilië ten noorden van de Parana do Uraria en Parana do Ramos en ten zuiden van de Amazone en benedenloop van de Rio Madeira.